# ペーテル・ヘイセルス
ペーテル・ヘイセルスまたはピーテル・ヘイセルス （Peeter Gijsels または Pieter Gijsels、1621年12月3日が洗礼日、1690年か1691年に没）は、フランドルの画家である。風景画、建築画、静物画を描いたことで知られている。

## 略歴
アントウェルペンで生まれ、アントウェルペンの聖ヤコブ教会で洗礼を受けた。貧しい家の生まれで父親は4歳の時亡くなった。1641年にヤン・ボーツ(Jan Boots)という無名の画家の弟子として、聖ルカ組合に登録された。1649年に聖ルカ組合の親方となった。1650年に結婚し、6人の子供が生まれた。
生涯を通じてアントウェルペンで活動し、作品は地元の貴族に販売された。 1690年か1691年にアントウェルペンで亡くなった。
風景画や建築画、静物画を描き、ヘイセルスの風景画の人物はヤン・ブリューゲル(1568-1625)のスタイルから影響を受けているとされ、18世紀初めに画家の伝記を出版したアルノルト・ホウブラーケン(1660-1719)はヘイセルスがブリューゲルの弟子であったと伝えているが、それは誤りだとされている。息子のヤン・ブリューゲル(1601-1678)と共作したり、ともに修行した可能性があり、息子を通じて父親のほうのブリューゲルの影響を受けたとも考えられている。

## 作品

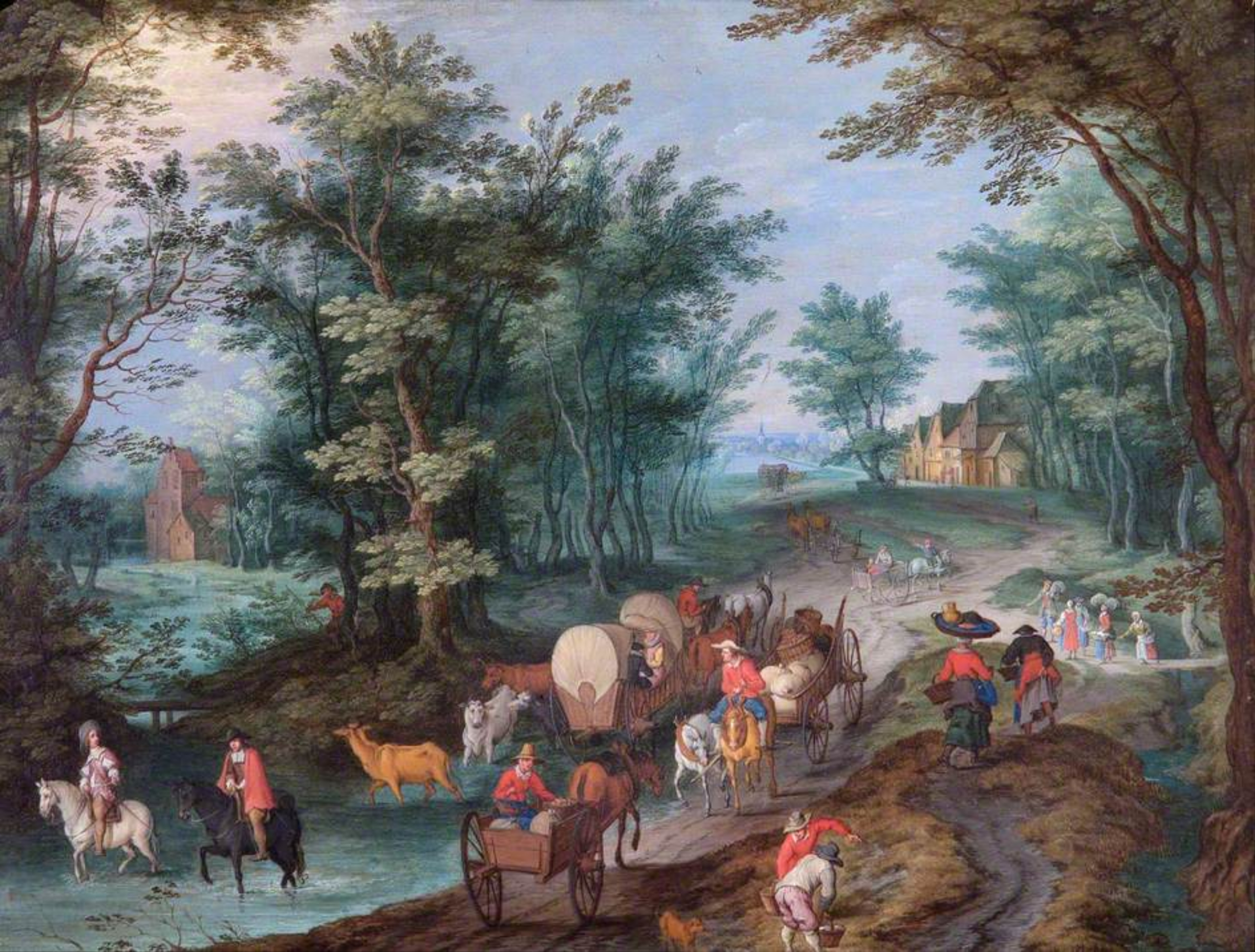
小川を渡る人たちのいる風景 アプスリー・ハウス
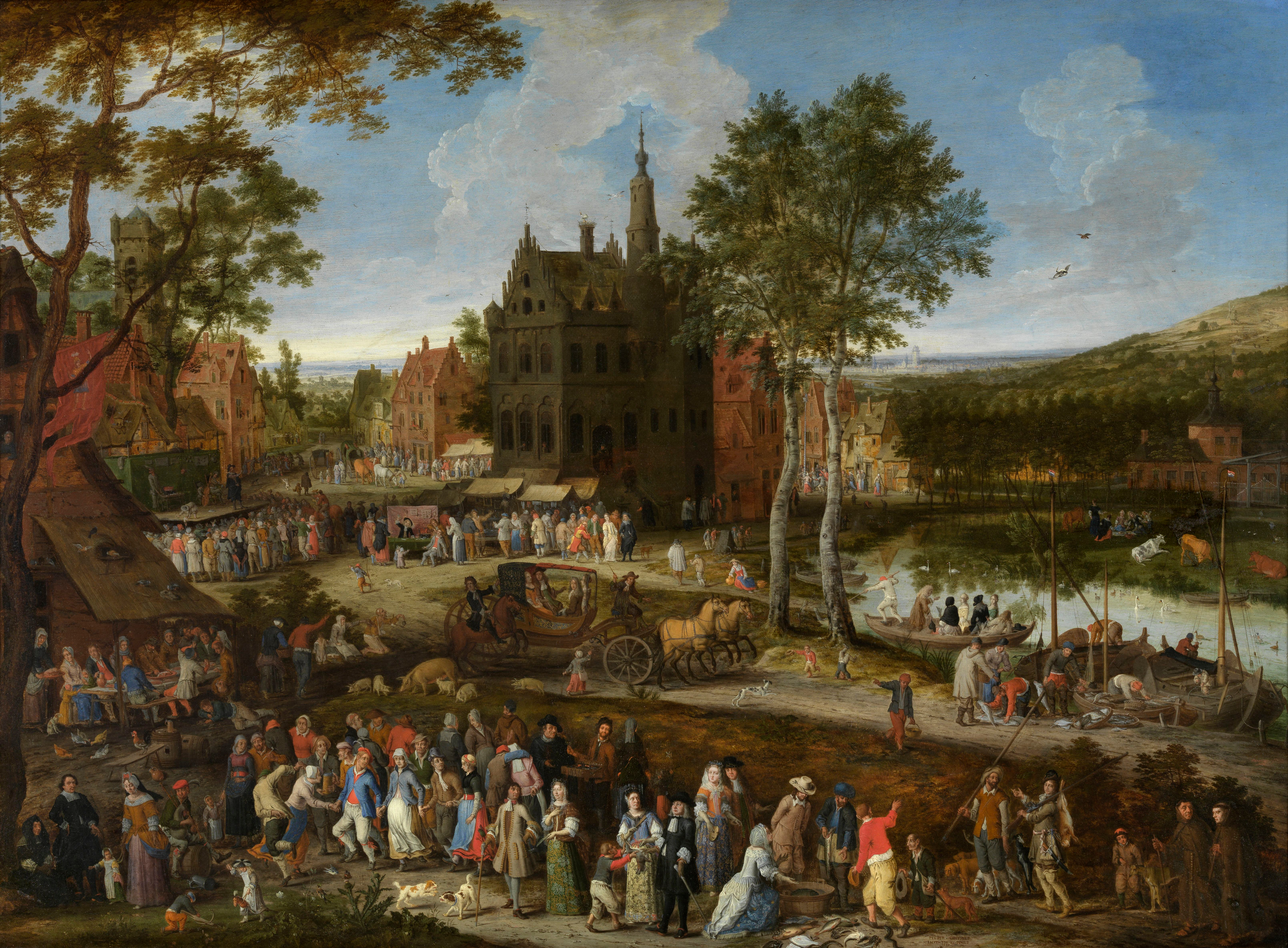
フランドルの村の祭り アントワープ王立美術館
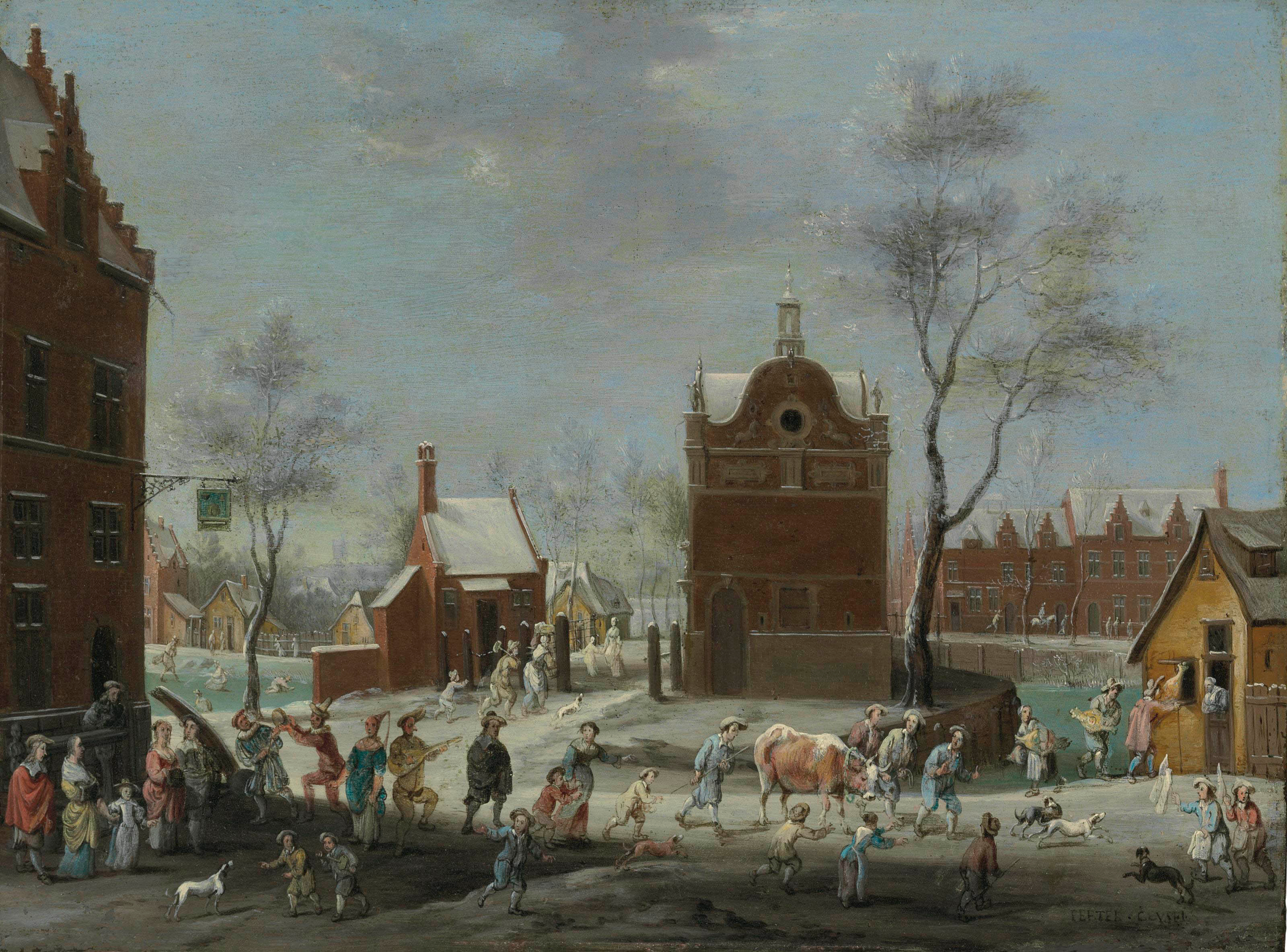
フランドルの町の冬祭り
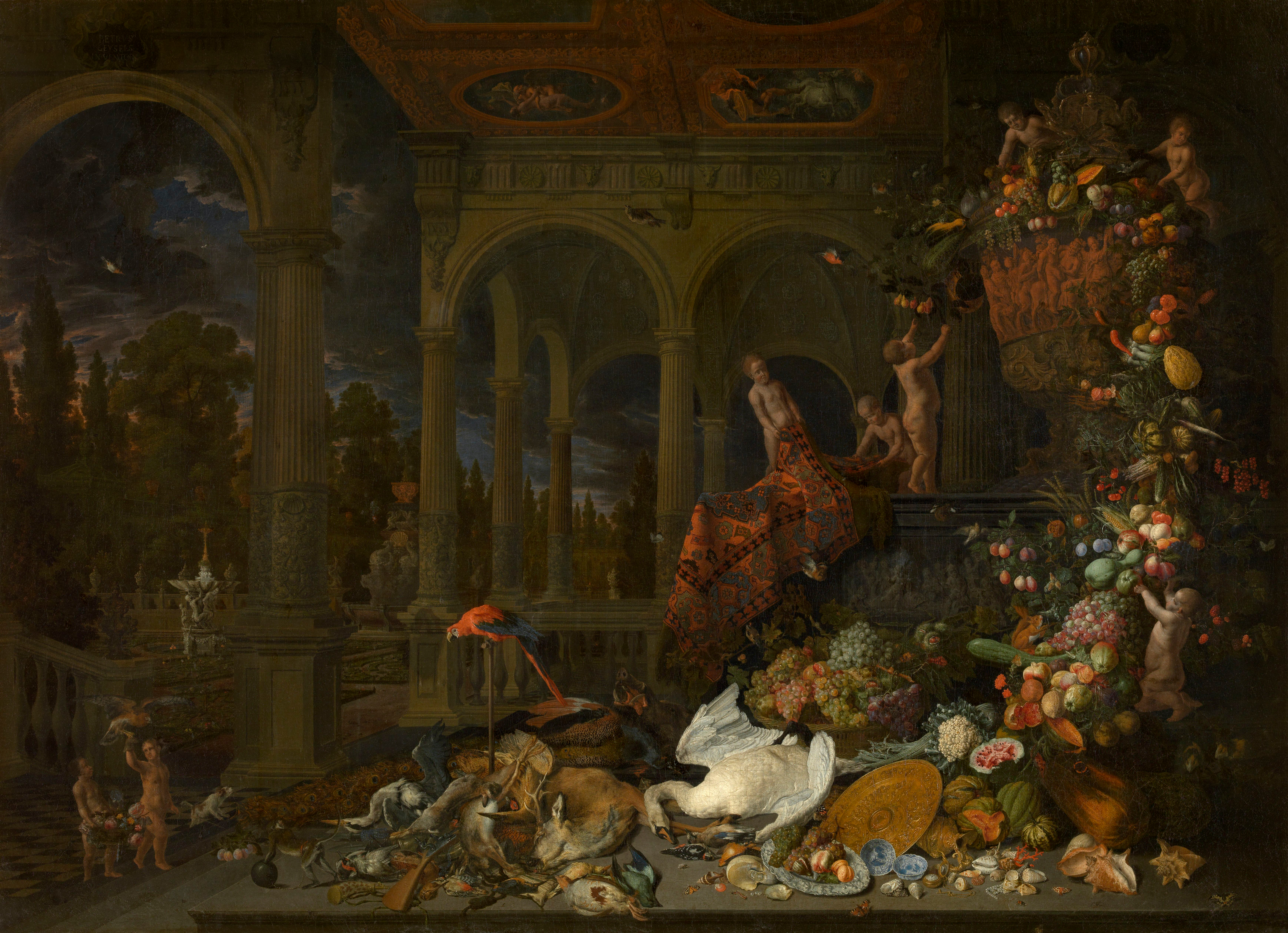
古い建物と猟の獲物などの静物画
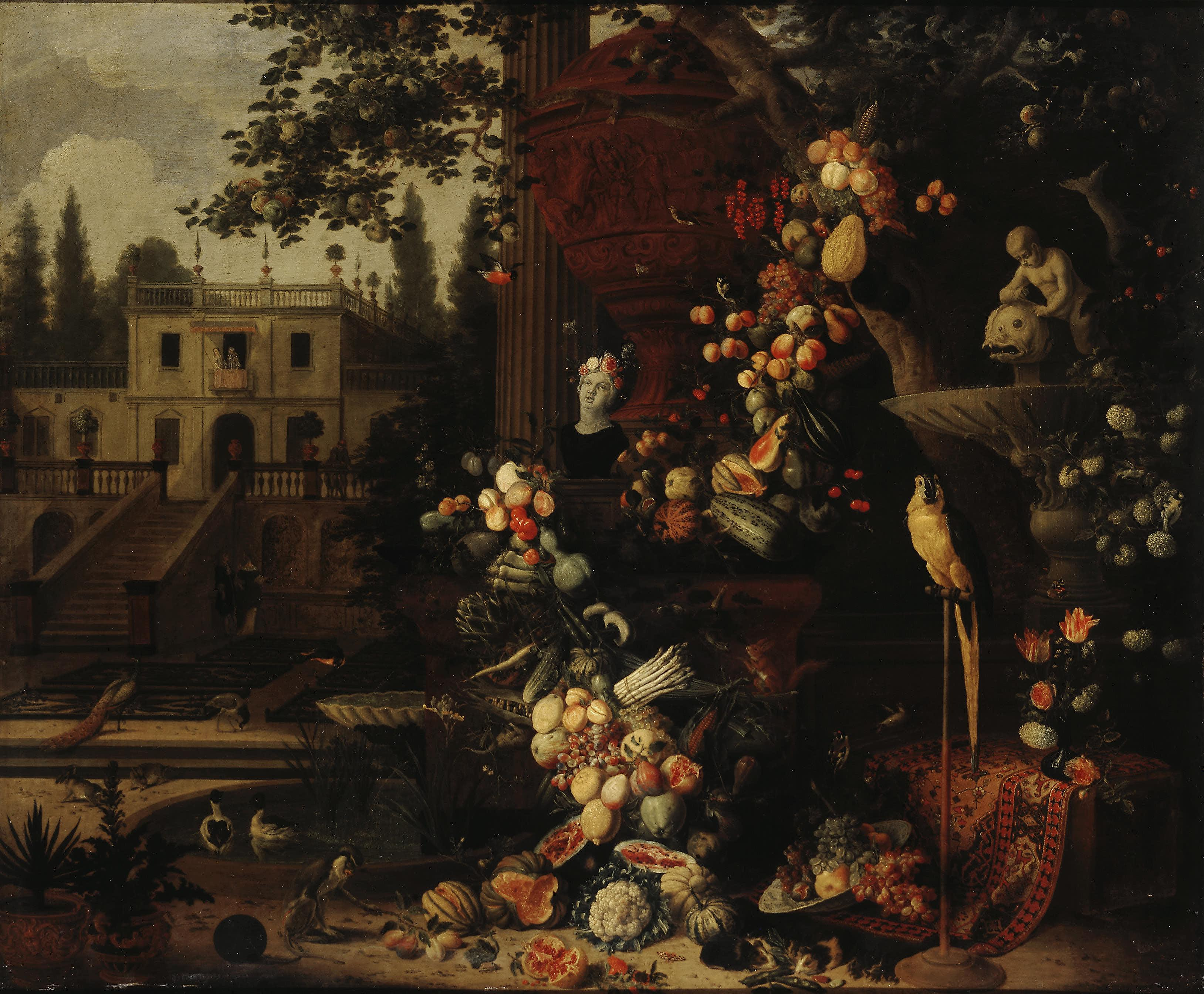
庭園 エルミタージュ美術館
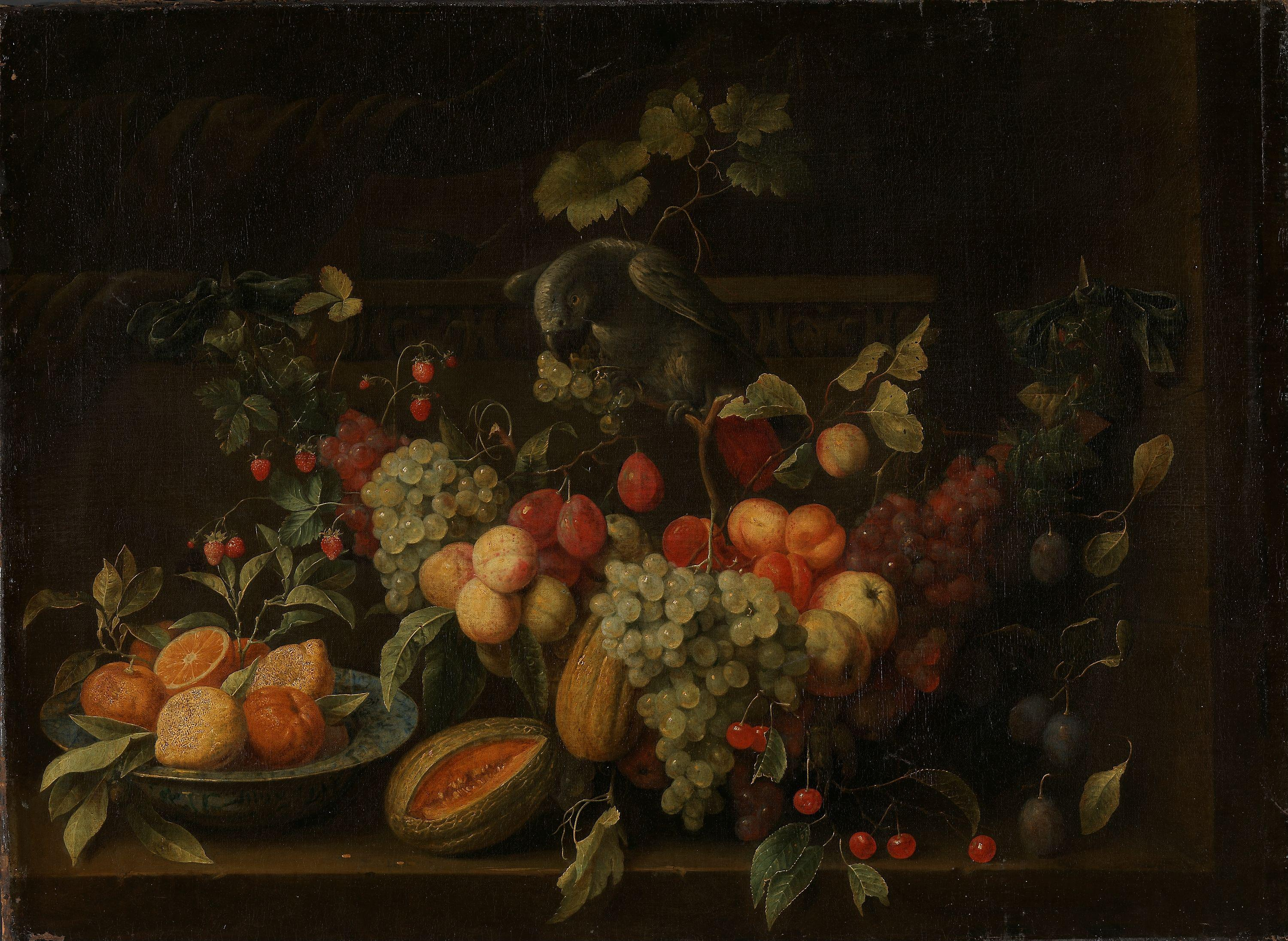
果物とオウムのある静物画 オスロ国立美術館